# Odprto prvenstvo Avstralije 1976
Odprto prvenstvo Avstralije 1976 je teniški turnir, ki je potekal med 26. decembrom 1975 in 4. januarjem 1976 v Melbournu.

## Moški posamično
Mark Edmondson :  John Newcombe, 6–7, 6–3, 7–6, 6–1

## Ženske posamično
Evonne Goolagong Cawley :  Renáta Tomanová, 6–2, 6–2

## Moške dvojice
John Newcombe /  Tony Roche :  Ross Case /  Geoff Masters, 7–6, 6–4

## Ženske dvojice
Evonne Goolagong Cawley /  Helen Gourlay Cawley :  Lesley Turner Bowrey /  Renáta Tomanová, 8–1